# キノンメチド

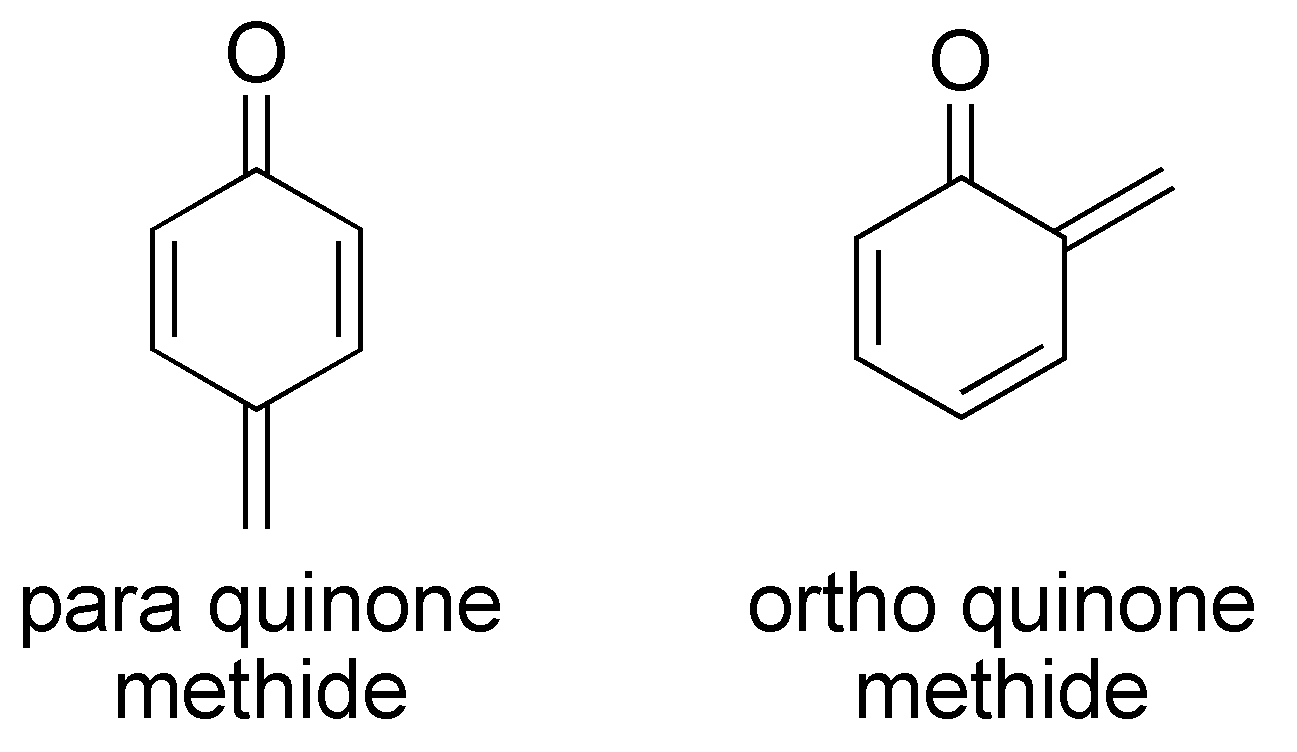

キノンメチド（英語: Quinone methide）はシクロヘキサジエンを含む共役な有機化合物で、環の外側にカルボニル基とメチレン基などの二重結合を含むアルキル基をもっている。キノンに似ているが、キノンでの炭素-酸素間二重結合のひとつの酸素原子が炭素原子に置き換わっている。カルボニルとメチレンはオルトまたはパラの配置になる。メタ体のキノンメチドは短時間のみ生成する。

テトラシアノキノジメタンは有機酸化剤である。

キノンジメチド（quinone dimethide）はキノンの酸素原子が両方ともメチレン基に置き換えられたものである。テトラシアノキノジメタンなどがよく知られている。

## 性質
キノンメチドはキノンより極性が高く、反応性が高い。単純なキノンメチドは寿命が短い反応中間体で、ほかの求核剤と速やかに反応してしまうため、単離されない。ただし立体障害や電気的特性により単離できるだけの安定性を示すものもある。

## 天然での存在と応用
キノンメチドやその誘導体は生化学系においてよく見られる構成要素である。キノンメチドはチロシンの分解により発生し、最終的にp-クレゾールになる。さまざまなキノンメチドがリグニン化（植物中でリグニンのポリマーが合成されること）に直接かかわっている。
多くのキノンメチドが生理活性を示す。細胞毒性があるため、抗がん剤や抗生物質、DNAのアルキル化剤に使われてきた。反応性の高いキノンメチドの酸化がフェノール系抗がん剤の作用機構のもとになっている。
セラストロールはタイワンクロヅル（雷公藤）とCelastrus regelii（ツルウメモドキの近縁種）から単離されたトリテルペノイドキノンメチドであり、α-トコフェロールの15倍の抗酸化性を示し、抗炎症薬や抗ガン剤、殺虫剤としての活性を示す。
セラステロールのメチルエステルであるプリスチメリン（Pristimerin）はGymnosporia heterophylla（ニシキギ科）から単離されたトリテルペノイドキノンメチドで、抗がん剤や抗ウイルス薬としての活性を示す。Pristimerinは精子のカルシウムチャンネルを阻害することから、避妊薬としての効果もあることがわかっている。
タキソドン（taxodone）とその酸化体であるタキソジオン（taxodione）はラクウショウ（ヌマスギ）、ローズマリー、いくつかのサルビアなどの植物から見つかり、抗がん剤や抗生物質、抗酸化物質、殺菌剤、殺虫剤、そして摂食阻害物質としての活性を示すジテルペノイドキノンメチドである。
タキソジオンの異性体であるマイテノキノン（Maytenoquinone）は生理活性をもつキノンメチドとしてMaytenus dispermus（ニシキギ科ハリツルマサキ属）から発見された。

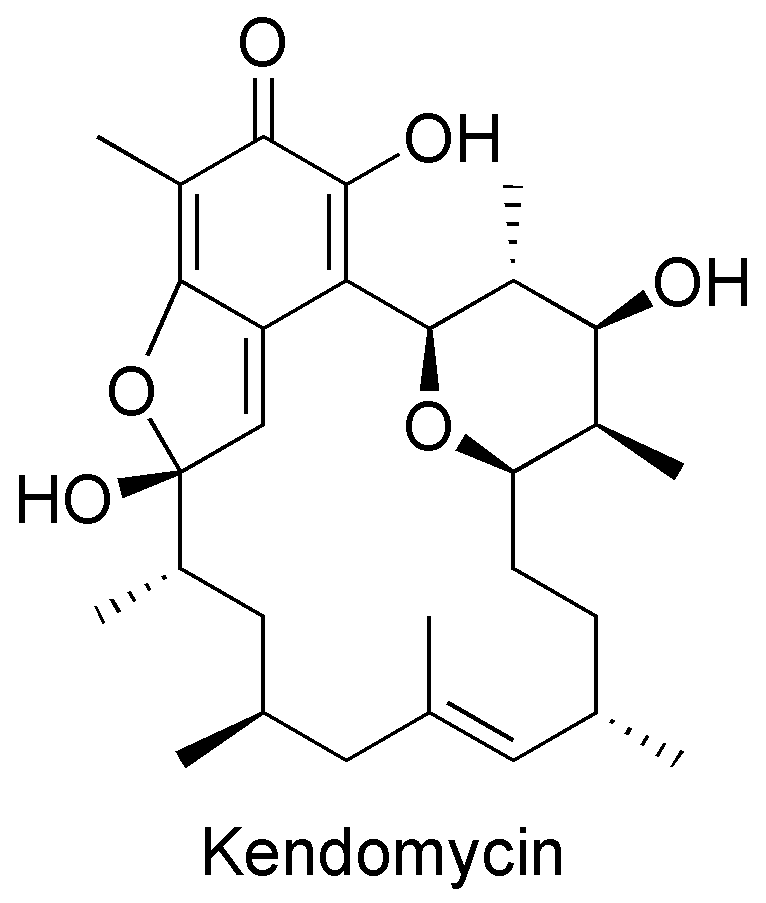
ケンドマイシンの構造式

ケンドマイシンはStreptomyces violaceoruber（ストレプトマイセス属）から単離された抗がん剤およびマクロライド系抗生物質のキノンメチドである。It has potent activity as an エンドセリンエンドセリン受容体拮抗剤や骨粗鬆症の薬としての活性がある。
Elansolid A3 isはChitinophaga sancti（バクテロイデス門スフィンゴバクテリア綱）というバクテリアから得られるキノンメチドで、抗菌活性を示す。抗菌活性をもつキノンメチドは、20-epi-isoiguesterinol, 6-oxoisoiguesterin, isoiguesterinやisoiguesterinol wereなどがSalacia madagascariensis（サラシア属の植物）から見つかっている。Quinone methide tingenoneやnetzahualcoyonolはSalacia petenensisから単離されている Nortriterpenoid quinone methide amazoquinoneと(7S, 8S)-7-hydroxy-7,8-dihydro-tingenoneはMaytenus amazonicaから単離された。抗生物質のキノンメチドである15 α-ヒドロキシプリスチメリン（hydroxypristimerin）は南米の薬木であるMaytenus scutioidesから単離された。

## 調製
キノンメチドはphotochemical dehydration of o-ヒドロキシベンジルアルコールを光化学的に脱水して得られる。

## 反応
キノンメチドは求電子的なマイケル付加受容体であり、通常ほかの求核剤と速やかに反応して還元される。キノンメチドは共役している化合物だが、芳香性はない。たいてい共役付加が共役を壊す。還元により芳香性が復活すると同時に、共役が壊れる。